# Trelleborgs församling
Trelleborgs församling är en församling i Skytts och Vemmenhögs kontrakt, Lunds stift och Trelleborgs kommun och utgör ett eget pastorat. 
Församlingskyrkan heter Sankt Nicolai kyrka.

## Administrativ historik
Församlingen bildades 1 juli 1867 som Trelleborgs stadsförsamling ur Trelleborgs landsförsamling. Den införlivade landsförsamlingen 1 januari 1908 och bytte då samtidigt namn till det nuvarande namnet. Församlingen bildade inldningsvis pastorat med landsförsamling och Maglarps församling, från 1908 bara med Maglarp, för att från 1962 bilda ett eget pastorat.

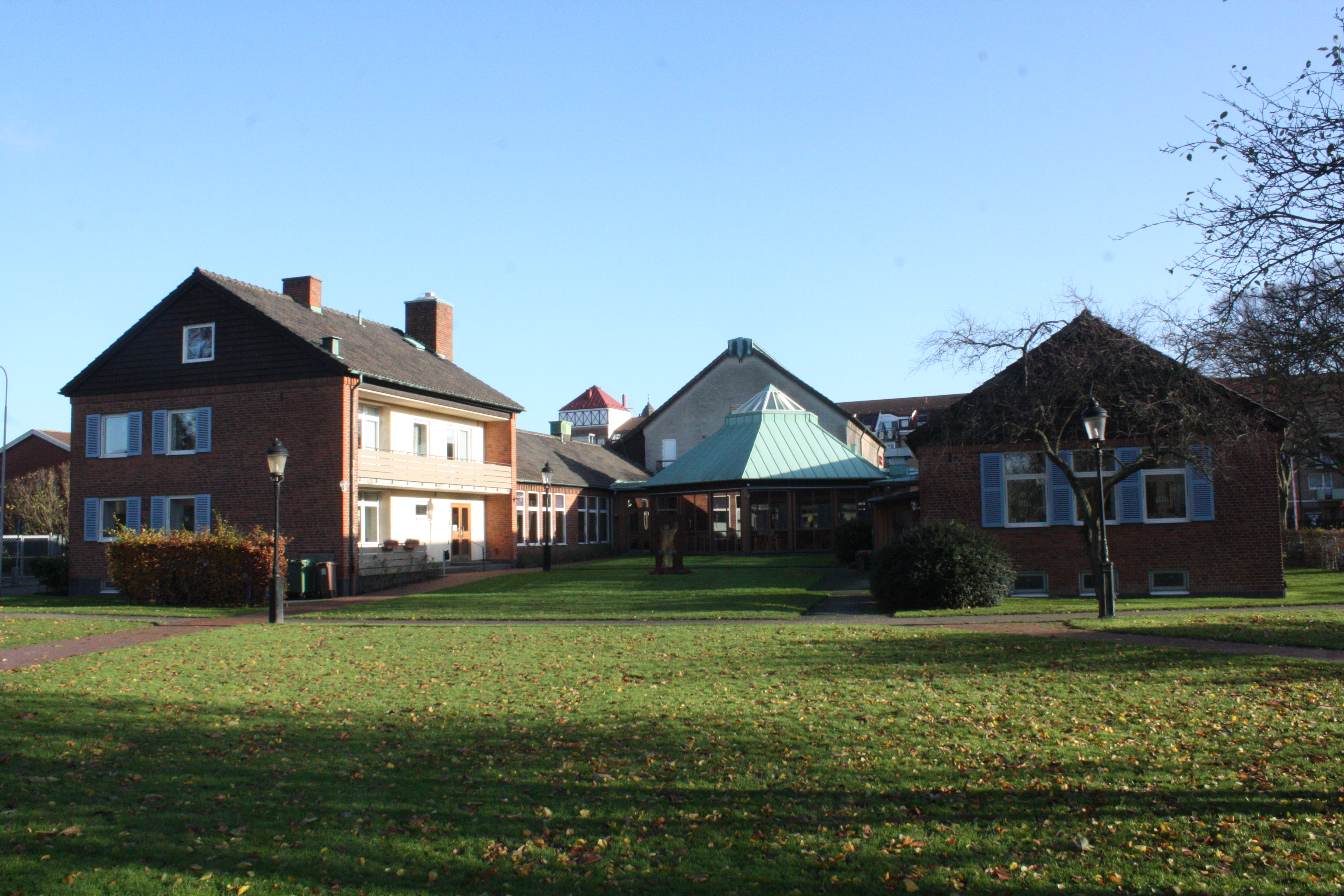
Trelleborgs församling

## Organister
| Verksam   | Namn                  | Levnadstid | Övrigt          |
| --------- | --------------------- | ---------- | --------------- |
| 1932–1939 | Jalmar Arvinder       | 1899–1979  | [ 4 ]           |
| 1939–1963 | Jonas William Jonsson | 1912–      | [ 5 ]           |
| 2020–     | Martin Arpåker        | 1990–      | Försteorganist. |